# 日本図書館研究会
日本図書館研究会（にほんとしょかんけんきゅうかい、英語: Nippon Association For Librarianship (NAL)）は、日本の学術研究団体の一つ。

## 概要
1946年11月23日設立。学術研究団体としての種別は単独学会。
青年図書館員聯盟を前身とする。図書館学の研究とその普及発達を図り、会員相互の親睦をあつくすることを目的としている。
国際会議としては、日中国際図書館学セミナーを共催し、その他の国際活動として上海市図書館学会との交流を行っている。

## 沿革
- 1946年 - 日本図書館研究会設立。

## 刊行物

### 図書館界
- 誌名（和文）：図書館界
- 誌名（欧文）：The Library World
- 創刊年：1947
- 資料種別：ジャーナル（査読付き論文を含む）
- 使用言語：日本語（英文抄録あり）
- 発行形態：印刷体、eジャーナル
- 著作権帰属先：学会
- クリエイティブコモンズ：定めていない
- 購読：有料

### 日本図書館研究会研究大会予稿集
- 誌名（和文）：日本図書館研究会研究大会予稿集
- 誌名（欧文）：-
- 創刊年：1970
- 資料種別：会議録・要旨集
- 使用言語：日本語のみ
- 発行形態：印刷体
- 著作権帰属先：学会
- クリエイティブコモンズ：定めていない
- 購読：有料